# Helmuth Schmalzl
Helmuth Schmalzl (ur. 8 października 1948 w Ortisei) – włoski narciarz alpejski. W Pucharze Świata zadebiutował 14 lutego 1969 roku w Val Gardena, gdzie był dziesiąty w zjeździe. Tym samym już swoim debiucie zdobył pierwsze punkty. Czterokrotnie stawał na podium zawodów pucharowych: 18 lutego 1972 roku w Banff, 8 grudnia 1972 roku w Val d’Isère i 19 grudnia 1972 roku w Madonna di Campiglio był trzeci w gigancie, a 8 grudnia 1973 roku w Val d’Isère w tej samej konkurencji był drugi. Najlepsze wyniki osiągnął w sezonie 1973/1974, kiedy to zajął 11. miejsce w klasyfikacji generalnej, a w klasyfikacji giganta był czwarty. W 1974 roku wystąpił na mistrzostwach świata w Sankt Moritz, gdzie był czwarty w gigancie. Zajął także 16. miejsce w tej konkurencji na igrzyskach olimpijskich w Sapporo dwa lata wcześniej.
Po zakończeniu kariery został trenerem, był też dyrektorem Pucharu Świata w konkurencjach szybkościowych.

## Osiągnięcia

### Igrzyska olimpijskie
| Miejsce | Dzień     | Rok  | Miejscowość | Konkurencja | Czas biegu | Strata | Zwycięzca    |
| ------- | --------- | ---- | ----------- | ----------- | ---------- | ------ | ------------ |
| 16.     | 10 lutego | 1972 | Sapporo     | Gigant      | 3:09,62    | +5,73  | Gustav Thöni |

### Mistrzostwa świata
| Miejsce | Dzień     | Rok  | Miejscowość  | Konkurencja | Czas biegu | Strata | Zwycięzca    |
| ------- | --------- | ---- | ------------ | ----------- | ---------- | ------ | ------------ |
| 16.     | 10 lutego | 1972 | Sapporo      | Gigant      | 3:09,62    | +5,73  | Gustav Thöni |
| 4.      | 5 lutego  | 1974 | Sankt Moritz | Gigant      | 3:07,92    | +2,45  | Gustav Thöni |

### Puchar Świata

#### Miejsca w klasyfikacji generalnej
- sezon 1968/1969: 53.
- sezon 1971/1972: 33.
- sezon 1972/1973: 18.
- sezon 1973/1974: 11.
- sezon 1974/1975: 29.

#### Miejsca na podium
1. Banff – 18 lutego 1972 (gigant) – 3. miejsce
2. Val d’Isère – 8 grudnia 1972 (gigant) – 3. miejsce
3. Madonna di Campiglio – 19 grudnia 1972 (gigant) – 3. miejsce
4. Val d’Isère – 8 grudnia 1973 (gigant) – 2. miejsce